# Megavirus chilensis
El Megavirus chilensis es un virus de ADN bicatenario, pariente de Mimivirus, que infecta a las Acanthamoeba. Fue descubierto por científicos franceses en el mar chileno, en la costa de Chile (de ahí viene su nombre).
Con un genoma de alrededor de 1,26 megabases y un diámetro de alrededor de 700 nm, considerado el virus más grande hasta el descubrimiento del Pithovirus en 2014, siendo casi del tamaño de una pequeña bacteria. Megavirus infecta protozoos.